# إدوين ماي
إدوين ماي (بالإنجليزية: Edwin May)‏ هو مهندس معماري أمريكي، ولد في 23 يوليو 1823 في بوسطن في الولايات المتحدة، وتوفي في 27 فبراير 1880 في فلوريدا في الولايات المتحدة.